# Kastelologia
Kastelologia lub kastellologia (od łacińskiego «castellum») - nauka zajmująca się badaniem ufortyfikowanych rezydencji szlacheckich, zwłaszcza średniowiecznych zamków, grodów, gródków typu motte i ufortyfikowanych klasztorów. Łączy w sobie wiedzę z kilku dyscyplin takich jak archeologia, architektura czy historia, a wśród kastelologów mogą znaleźć się także archiwiści, historycy sztuki czy konserwatorzy zabytków. Z wyników badań z różnych dziedzin naukowych powstaje następnie kompleksowy obraz pochodzenia, wyglądu, kultury materialnej, użytkowania i całej historii danej siedziby feudalnej.

## Początki badań
Ufortyfikowane rezydencje rycerskie, szlacheckie, możnowładcze, biskupie, zakonne, książęce i królewskie były ważnymi ośrodkami władzy, a także pełniły dla swoich właścicieli inne funkcje, przede wszystkim obronne (fortyfikacyjne), mieszkalne, kontrolne, strażnicze, celne, magazynowe, skarbowe, klasztorne, reprezentacyjne lub symboliczne. Budowle średniowieczne były przedmiotem badań historyków i architektów od samego początku i zachowało się w kronikach wiele pisemnych wzmianek o ich formie i genezie. Jednak dopiero okres rozwoju badań archeologicznych i gromadzenia wiedzy o przeszłości, który rozpoczął się w Europie w okresie romantyzmu w pierwszej połowie XIX wieku, wiąże się z pojawieniem się kastelologi jako samodzielnej dyscypliny naukowej. Podstawowym źródłem informacji dla kastelologów były kroniki, mapy wojskowe, historyczne i współczesne katastry, plany obiektów i miejscowości, a także średniowieczne obrazy, listy, dokumenty, nadania, rachunki, pocztówki i relacje. Pierwszymi badaczami w Europie Środkowej którzy opublikowali swoje odkrycia byli m.in. Josef Hormayer, który wydał ośmiotomowe dzieło o morawskich zamkach i pałacach Die Burgvesten und Ritterschlösser der österreichischen Monarchie oraz Adolf F. Kunike. W drugiej połowie XIX wieku pojawiła się publikacja, którą wydał Řehoř Wolný Die Markgrafchaft Mähren oraz dzieło czeskiego badacza Augusta Sedláčka w postaci piętnastu tomów antologii Hrady, zámky a tvrze Království českého. Badania kastelologiczne obejmują zarówno małe obiekty takie jak rezydencje rycerskie typu motte oraz duże wieloczłonowe i wielofazowe rezydencje królewskie.
We Francji kastelologia rozwinęła się i zyskała popularność w latach 60. XX wieku koncentrując się na postrzeganiu budowli arystokratycznych jako spełniających trzy główne funkcje: obronną, rezydencyjną i symboliczną. Dziedzinę tę rozwinął Michel de Boüard z Instytutu Archeologii Średniowiecznej w Caen.

## Metody badań
Do czasu, gdy badania przeprowadzano poprzez otwieranie wykopów archeologicznych badania prowadzono na dużą skalę i obejmowały one duże obszary założeń zamkowych. Obecnie tego typu działania są stosowane coraz rzadziej i popularność zyskują badania sondażowe z uwagi na ich szybkość, niższy koszt i mniejsze ingerowanie w strukturę zabytku. Badania sondażowe można przeprowadzić za pomocą metod archeogeofizycznych, które obejmują monitorowanie regionalnych i lokalnych zaburzeń pola geomagnetycznego (magnetometria), monitorowanie naturalnej radioaktywności (radiometria) lub pomiary mikrograwimetryczne (grawimetria). Wykorzystuje się do badań także satelitarny system Lidar do tworzenia numerycznego modelu terenu. 

## Kastelologia w Polsce

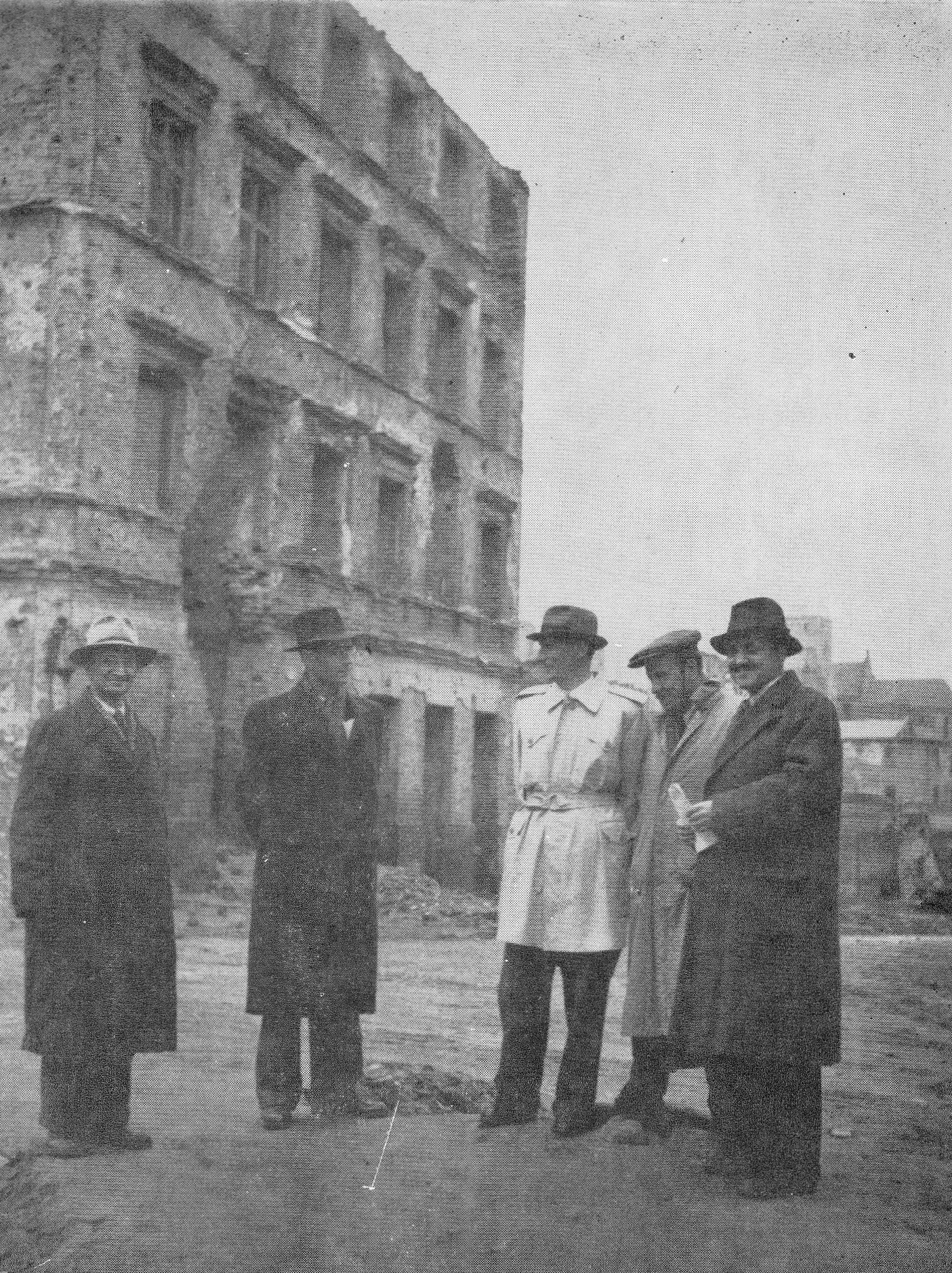
Stanisław Żaryn, Aleksander Gieysztor, Stanisław Herbst, W. Zienkiewicz, Bohdan Guerquin w 1949 roku

W Polsce zainteresowanie zamkami rozpoczęło się w 1 połowie XIX wieku i jako pierwszy ich przejaw można uznać działanie komisji kierowanej przez Kazimierza Stronczyńskiego, która w latach 1844–1855 przeprowadziła inwentaryzację zabytków w części Polski znajdującej się pod zaborem rosyjskim, którą zamieszczono w pięciu tomach opisów i siedmiu atlasach ilustracji. Kolejne prace przyniosły publikację II tomu wydawnictwa Starożytna Polska z lat 1844-1845 autorstwa Michała Balińskiego i Tymoteusza Lipińskiego zawierającego wiadomości o zamkach Małopolski. W 1892 roku Aleksander Czołowski wydał publikację z historią, planami i widokami 47 polskich zamków na Rusi Halickiej. W 1900 i 1906 roku Stanisław Tomkowicz opublikował Teki Grona Konserwatorów Galicji Zachodniej z opisami zamków w kilku powiatach. Następnie prace nad zamkami były rozwijane w licznych naukowych opracowaniach zawierających wyniki podstawowych badań: pomiarów, rozwarstwienia chronologicznego budowli, niekiedy prób rekonstrukcji ich pierwotnego wyglądu, jednak z uwagi na brak centralnej jednostki państwowej zajmującej się badaniem polskiej architektury, pierwszą publikacją z ogólnym katalogiem zamków w Polsce i systematyką została opublikowana w 1974 roku. Była nią praca Bohdana Guerquina pod tytułem Zamki w Polsce obejmująca opisy 460 obiektów. Kolejną, która ją zastąpiła, jest obejmujący 500 zamków Leksykon zamków w Polsce z 2002 (I wydanie), którego autorami byli Leszek Kajzer, Jan Salm, Stanisław Kołodziejski. Oprócz nich publikowano wiele prac katalogowych dotyczących poszczególnych ziem, powiatów, obszarów geograficznych, województw, a także interdyscyplinarne opracowania dotyczące konkretnych obiektów.
Najważniejsi polscy kastelolodzy:
- Bohdan Guerquin (1904-1979), architekt, profesor dr hab., Zakład Architektury Polskiej Politechniki Warszawskiej, Wydział Architektury AGH w Krakowie
- Janusz Bogdanowski (1929-2003), architekt, profesor dr hab., Politechnika Krakowska
- Jerzy Rozpędowski (1929-2002), architekt, profesor dr hab., Politechnika Wrocławska
- Andrzej Żaki (1923-2017), archeolog, Uniwersytet Jagielloński w Krakowie
- Gabriel Leńczyk (1885-1977), archeolog, doktor, Muzeum Archeologiczne w Krakowie
- Leszek Kajzer (1944-2016), archeolog, profesor dr hab., Katedra Historii Sztuki Uniwersytetu Łódzkiego, dyrektor Instytutu Archeologii UŁ, Przewodniczący Rady Naukowej Instytutu Archeologii i Etnologii PAN
- Jan Salm (1958), architekt, profesor dr hab. inż., Politechnika Łódzka
- Janusz Pietrzak, archeolog, dr hab. profesor, Instytut Archeologii Uniwersytetu Łódzkiego
- Tadeusz Poklewski-Koziełł, (1932-2015) dr hab. profesor, Instytut Archeologii Uniwersytetu Łódzkiego
- Stanisław Kołodziejski (1951-2019), historyk, dr hab., Muzeum Archeologiczne w Krakowie, Uniwersytet Humanistyczno-Przyrodniczy w Częstochowie
- Tomasz Torbus (1961), historyk sztuki, profesor dr hab., Instytut Historii Sztuki - Uniwersytet Gdański
- Sławomir Jóźwiak, historyk, profesor dr hab., Katedra Historii Średniowiecza i Nauk Pomocniczych Historii - Uniwersytet Mikołaja Kopernika w Toruniu
- Małgorzata Chorowska (1958), architekt, profesor dr hab. inż., Wydział Architektury Politechniki Wrocławskiej
- Dominik Nowakowski, archeolog, dr hab. profesor, Instytut Archeologii i Etnologii Polskiej Akademii Nauk we Wrocławiu
- Artur Kwaśniewski, architekt, dr inż., Wydział Architektury Politechniki Wrocławskiej
- Artur Boguszewicz, archeolog, dr hab., Katedra Etnologii i Antropologii Kulturowej Uniwersytetu Wrocławskiego
- Roland Mruczek, architekt, dr hab., Katedra Historii Architektury, Sztuki i Techniki Wydział Architektury - Politechnika Wrocławska
- Michał Wojenka, archeolog, dr, Instytut Archeologii Uniwersytetu Jagiellońskiego

## Wybrana bibliografia
- B. Guerquin, Problematyka architektury zamków średniowiecznych, KAiU IV, 1959, z. 1-2, s. 73-74;
- L. Kajzer, Zamki i społeczeństwo. Przemiany architektury i budownictwa obronnego w Polsce X-XVIII w., Łódź 1992; idem, Czy archeolodzy powinni badać zamki?, „Archeologia Historica Polona” 3, 1996, s. 123
- L. Kajzer, Czy archeolodzy powinni badać zamki?, [w:] Materiały z II Międzynarodowej Sesji Naukowej Uniwersyteckiego Centrum Archeologii Średniowiecza i Nowożytności, Łódź, 18–19 października 1993 roku, red. J. Olczak, Archaeologia Historica Polona, t. 3, Toruń 1996, s. 123–141.
- Georg Dehio, Geschichte der Deutschen Kunst, I Bd., Berlin–Leipzig 1919, s. 301-307.
- M. Zlat, Zamek średniowieczny jako problem historii sztuki, [w:] Początki zamków w Polsce, Prace Naukowe Instytutu Historii Architektury, Sztuki i Techniki Politechniki Wrocławskiej nr 12, Studia i Materiały 5, Wrocław 1978, s. 97-111.
- J. Skuratowicz, T.J. Żuchowski, Rozważania wokół pierwszego przykazania, „Artium Quaestiones” 20, 2009, s. 215-230